# Карельский перешеек
Каре́льский переше́ек (фин. Karjalankannas, Карьяланканнас) — участок суши между Финским заливом и Ладожским озером. На юго-востоке границей Карельского перешейка является Нева, а на северо-западе — линия от Бухты Защитной (часть Выборгского залива) до залива Пеконлахти — самой западной точки Ладожского озера.

## Описание
Географически, это территория примерно между 61°21’ и 59°46’ северной широты и 27°42’ и 31°08’ восточной долготы. С севера на юг протяжённость перешейка составляет 150—180 км, с запада на восток 55—110 км.
Высочайшая точка Карельского перешейка — холм Кивисюрья, высота которого 203,7 м над уровнем моря (по данным начала XX века — 206 м, по данным финских довоенных топографов — 205 м, по данным Большой советской энциклопедии — 201 м), расположен неподалёку от посёлка Новожилово, в урочище Каменная гора.

## История

### Войны России со Швецией в IX—XV веках
В период раннего средневековья Карельский перешеек являлся частью племенных территорий Корелы, там сложился и центр древней Карелии, в новгородское время именовавшийся Корелой (ныне Приозерск). На западе племенная территория карел простиралась до реки Кюменне (Кюмийоки), гранича с племенем хяме (емь); а на северо-западе достигала побережья Ботнического залива.
Сформировавшиеся к IX веку раннефеодальные государства, Древняя Русь и шведское королевство, не имели тогда общей границы. Их разделяла обширная территория, на которой обитали финские племена: суоми (сумь), хяме (емь) и карьяла (корела). Первые стали данниками шведов, последние — новгородцев. В 1156 году шведский король Эрик IX высадился с войском в устье реки Ауры, что протекает у нынешнего города Турку в Финляндии, и подчинил своей власти местную народность суоми, обратив финских язычников в католическую веру. В 1187 году был совершен ответный набег новгородцев на шведскую Сигтуну. Со своей стороны шведы, совместно с подчинёнными им местными племенами суоми и хяме, нередко нападали на карельские и новгородские владения в Приладожье. При этом военные действия охватывали непосредственно Карельский перешеек. Набеги в то время преследовали прежде всего цели наживы и грабежа соседних территорий. Территориальные притязания с целью установления господства над карельскими землями оформились в связи с религиозным соперничеством между Византией и Римской церковью. Последняя, борясь за сферы своего влияния, указывала шведским епископам и феодальной знати путь на Восток, где язычество сменялось православным христианством. Огнём и мечом крестили шведские миссионеры финских язычников, многие упрямцы сгорели заживо на кострах, смирившиеся же, таким образом, постепенно обрели новую веру.
Но и православное новгородское воинство предпринимало жёсткие меры с целью распространения своего влияния на западные окраины. Так, в 1227 году новгородский князь Ярослав предпринял военный поход на Корелу, целью которого было принудительное крещение местного населения:

В лето 6735. Того же лета князь Ярослав Всеволодовичь, послав крести множество Корел, мало не все люди.
— Повесть временных лет
Однако эти мероприятия не достигли своей цели, и уже в 1277—1278 годах сын Александра Невского князь Дмитрий Александрович новой карательной экспедицией в Карелию завершает дело своего деда и тем самым присоединяет фактически Корельскую землю к Великому Новгороду:

В лето 6786. Князь Дмитрии с новгородци и со всею Низовьскою землёю казни Корелу и вся землю их на щит.
— НПЛ младшего извода, В лѣто 6781 [1273] — в лѣто 6819 [1311]
Итак, к концу XIII века все прибалтийско-финские племена попадают в зависимость от своих могущественных соседей: суоми и хяме — от шведов; карелы, водь, ижора, вепсы и чудь — от новгородцев. XII—XIII века ознаменовываются периодом трёх шведских крестовых походов на Восток. Самым успешным из них был, пожалуй, последний, совершенный в 1293 году под руководством маршала Торгильса Кнутссона. Под 1293—1294 годах в летописи содержится сообщение о строительстве шведами города Выборга:

В лето 6801. Пришедши Свея, поставиша город на Корелькои земле.
— НПЛ младшего извода, В лѣто 6781 [1273] — в лѣто 6819 [1311]
В 1294—1295 годах шведы продвинулись далее на восток к Ладожскому озеру, захватив поселение новгородских карел, называвшееся, как гласит старинное предание, Кякисалми; они же начали строить на острове новое укрепление, окрестив его Кексгольмом. Но вскоре новгородцам удалось выбить шведов оттуда, после чего крепость получила название — Корела:

В лето 6803. Поставиша Свея с воеводою своим Сигом город в Кореле; новгородци же, шедши, город разгребоша, а Сига убиша, не пустиша ни мужа.

<…>

В лето 6804. Постави архиепископ Новгородский Климент (церковь) каменну Воскресение Христово, на градных каменных воротех, по сему завету, что Бог пособил Немец Новгородцам побить и город Корелу разграбить.
— НПЛ младшего извода, В лѣто 6781 [1273] — в лѣто 6819 [1311]
В 1300 году Торгильс Кнутссон, собрав войско, вошёл в дельту Невы, где заложил крепость Ландскрона («Венец земли»):

В лето 6808 <…> Того же лета придоша из замория Свей в силе велице в Неву, приведоша из своей земли мастеры, из великого Рима от папы мастер приведоша нарочит, поставиша город над Невою, на усть Охты рекы, и утвердиша твердостию несказаньною, поставиша в нём порокы, похвалившеся оканьнии, нарекоша его Венець земли: бе бо с ними наместник королев, именемь Маскалка; и посадивше в немь мужи нарочитые с воеводою Стенем и отъидоша.
— НПЛ младшего извода, В лѣто 6781 [1273] — в лѣто 6819 [1311]
Вскоре подошло новгородское войско, однако взять крепость не смогло. Шведы с трудом пережили суровую невскую зиму. Болезни, особенно цинга, выкосили часть гарнизона. В начале июня 1301 года после трёхдневного штурма Ландскрона пала под натиском новгородцев:

В лето 6809. Приде князь великыи Андреи с полкы низовьскыми, и иде с новгородци к городу тому, и приступиша к городу, месяца мая 18, на память святого Патрикия, в пяток пред Сшествием святого духа, и потягнуша крепко; силою святыя Софья и помощью святою Бориса и Глеба твердость та ни во чтоже бысть, за высокоумье их; зане всуе труд их без божия повеления: град взят бысть, овых избиша и исекоша, а иных извязавше поведоша с города, а град запалиша и розгребоша.
— НПЛ младшего извода, В лѣто 6781 [1273] — в лѣто 6819 [1311]
Военное положение, длившееся 30 лет, закончилось в 1323 году заключением Ореховецкого мира, который явился первым официальным мирным договором между Швецией и Великим Новгородом. Этот долгожданный мир «на вечные времена», как гласил текст договора, заключили между сторонами великий князь Юрий Данилович и шведский король Магнус Эриксон:

В лето 6831. Ходиша новгородци с князем Юрьем и поставиша город на усть Невы, на Ореховомь острове; ту же приехавше послы великы от свейского короля и докончаша мир вечный с княземь и с Новымь городомь по старой пошлине.
— НПЛ младшего извода, В лѣто 6781 [1273] — в лѣто 6819 [1311]
Швеция вынуждена была расстаться со своими надеждами владеть всей Карелией, но «в знак дружбы» получила в дар от Юрия Даниловича три уже захваченных к тому времени шведами западнокарельских погоста: Яскис, Эврепя и Саволакс. Текст Ореховецкого договора определял первую официальную государственную новгородско-шведскую границу следующим образом:

… а розвод и межя от моря река Сестрея, от Сестрее мох, середе мха гора, оттоле Сая река, от Сае Солнычныи камен, от Солнычнего камени на Чермьную Щелю, от Чермной Щелье на озеро Лембо…

и далее следует перечисление пограничных ориентиров вплоть до выхода её к побережью Ботнического залива. По Ореховецкому миру, дельта Невы и её берега, а также южная и восточная части Карельского перешейка территориально входили в состав Господина Великого Новгорода. Причём новгородские карелы сохранили за собою право использования на приграничных землях шведской Карелии промысловых угодий для рыболовства и лова бобров. Это право сохранялось за ними и в последующие столетия, вплоть до Столбовского мира.
Однако не все пограничные детали удалось предусмотреть в этом договоре. Так, остров Ретусаари (остров Котлин), о котором в тексте договора вообще не упоминалось, отошёл фактически к новгородским владениям. А между тем, на нём имелись пастбища, принадлежавшие крестьянам шведской Карелии. Двоякое истолкование названий притока Сестры и её основного русла, по которому проходила Ореховецкая граница, также породило впоследствии почву для взаимных раздоров. Заключённый мир оказался нестойким; пограничные территории то и дело переходили из рук в руки. За период с 1323 по 1595 год, то есть до Тявзинского мира, между Швецией и Русью было проведено 40 мирных переговоров. Частые войны ложились тяжким бременем на плечи местного населения, которое постоянно подвергалось опустошительным разорениям. Крестьянские тяготы дополнялись также и жестоким голодом, вызываемым частыми неурожайными годами и смертоносными эпидемиями, порой уносящими в могилу жителей целых деревень. Но нередко и сами местные карельские крестьяне оказывались виновными в обострении пограничной обстановки. Так, причиною множества пограничных войн в XV—XVI веках были инициативы местных жителей в совершении грабежей и разбойных нападений на своих ближайших соседей. Подобные нападения предпринимались как с одной, так и с другой стороны границы. Крестьяне при этом обычно угоняли скот, забирали имущество и инвентарь; то есть всё, чем можно было по тем временам поживиться. Разумеется, что каждое такое мероприятие немедленно вызывало ответную реакцию противоположной стороны. Затем в разгоревшийся конфликт приходилось вмешиваться войскам. В результате, приграничные земли оказывались полностью разорёнными и безлюдными. Чтобы вновь привлечь крестьян к освоению разорённых мест, властям приходилось идти на предоставление переселенцам различных льгот. В шведской Карелии такой льготой было освобождение от налогов. В середине XVI века также была предпринята попытка устранить причину раздоров методом интернирования неблагонадёжного элемента. Тогда шведский король Густав Ваза приказал выселить жителей приграничных деревень в глубь страны, а вместо них поселить крестьян из более отдалённых районов Финляндии «не вкусивших ещё разбоя». Однако и эта мера успеха не возымела. Условия жизни и внешние обстоятельства остались прежними, и грабежи вскоре возобновились (там же, с. 13).

### Ливонская война (1558—1583)
В 1558 году в Северной Европе началась 25-летняя война, в которой Швеция боролась против Дании, Польши и России за господство на Балтике. К 1579 году Россия сконцентрировала на юге Карельского перешейка большое количество войск, от которых в значительной мере пострадали жители приграничных деревень шведской Карелии; местность снова оказалась полностью разорённой. В 1580 году в войне произошёл перелом. Главнокомандующим шведских войск стал уроженец Франции Понтус Делагарди, выдвинувший свои главные силы ближе к границе с целью захвата российской Карелии и Ингерманландии. Для успешного осуществления похода в Россию и быстрого продвижения войск и артиллерии шведы построили новые дороги с гатями через непроходимые болотистые места, которые оставили свой след в народной топонимике как «мосты и рвы Понтуса». Один из таких мостов сохранился на болоте под слоем мха в бывшей деревне Корпикюля. На ручье Сомерико (этот ручей протекает севернее нынешнего посёлка Ленинское) были найдены остатки каменного моста. Севернее станции Куоккала (ныне Репино) небольшое болото прежде носило имя Понтуса, так как через него шла гать для перевозки пушек на другую сторону границы (там же, с. 14). В районе Токсово одна из возвышенностей носила название Понтусовой горы, а к юго-востоку от Токсовских высот в болотах также сохранились Понтусовы гати. В октябре 1580 года шведы взяли крепость Корелу и владели ею 17 лет. Шведские войска жестоко расправлялись с православным населением края, основную часть которого составляли карелы, что вызвало первый массовый исход карел на восток.
После походов Понтуса активные боевые действия со стороны России не велись, и в 1583 году между воюющими сторонами было заключено Плюсское перемирие. Но существующее положение не могло устроить Россию, и вскоре вспыхнула война, в результате которой России удалось частично восстановить старую Ореховецкую границу на Карельском перешейке и вернуть прежде утраченные земли. В 1595 году был заключён Тявзинский мир, по которому, в частности, уже было предусмотрено, чтобы остров Ретусаари (Котлин) делился надвое между Россией и Швецией. Однако и Тявзинский мир был весьма скоротечен.

### Русско-шведские войны в XVII веке
Польская интервенция вынудила Василия Шуйского заключить сделку со Швецией, согласно которой ей была обещана крепость Корела вместе с уездом. По Выборгскому договору 1609 года новый рубеж между Швецией и Россией должен был пройти по границе Корельского уезда, то есть примерно по той самой линии, по которой спустя пару столетий утвердилась граница между Санкт-Петербургской губернией и Великим княжеством Финляндским. Очевидно, и в те времена линия эта шла от устья реки Сестры до её верховий и вниз по речке Сая (ныне р. Волчья) но затем граница поворачивала резко на восток вверх по речке Тунгельманйоки (ныне р. Смородинка), и через высокую гряду переваливала к озеру Коскиярви (ныне оз. Большое Борковское), далее по речкам Коскитсанйоки (Кожица) и Вийсйоки (ныне р. Вьюн), а затем через болото Лумисуо (ныне бол. Неодолимое) выходила к берегу Ладожского озера.
Война меж тем продолжалась. Шведское войско, соблюдая договорённость, выдвинулось на помощь России. 12 марта 1610 года войска воеводы Михаила Васильевича Скопина—Шуйского вместе с войсками Якоба Делагарди торжественно вошли в Москву. Но вскоре удача изменила победителям, шведы начали отступать к границам своего государства, и, дойдя до невских берегов, закрепились в устье реки Охты, где ещё в конце XVI века стоял шведский шанец Нюенсканс, служивший в своё время складом военных припасов.
2 марта 1611 года после шестимесячной осады капитулировал русский гарнизон крепости Корела. Следом пал Новгород, в разорённой интервентами стране разгорелась партизанская война под предводительством Минина и Пожарского, и к зиме 1617 года в селе Столбово со шведами был заключён тяжёлый мир.
Согласно Столбовскому миру, Россия теряла не только весь Карельский перешеек, но и юго-западные земли вплоть до реки Луга. Отторгнутую от России южную часть бывшей Водской пятины Великого Новгорода шведы именовали Ингерманландией, или Ингрией. Шведские завоеватели, не владевшие местными языками, добавили к непонятному для них слову Инкеринмаа шведское «ланд» — земля. В результате получилось громоздкое «Ингерманланд», в котором слово «земля» повторяется дважды — в финском и шведском вариантах. Когда к этой конструкции прибавилось русское окончание «ия», то вышло, наконец, финно-шведо-русское название Ингерманландия или, в сокращённом варианте, — Ингрия. Западная граница Ингрии проходила по реке Нарва, восточная — по реке Лава, южная — по р. Луга, а с севера Ингрия завершалась рекой Сестрой. За Сестрой начиналась шведская Карелия. Таким образом, начиная с этого периода Карельский перешеек поделился на карельскую и ингерманландскую половины.
В 1656 году Россия объявила войну Швеции, выдвинув войска на Кексгольм. Хотя Ниеншанц был взят и разграблен, осада Кексгольма (Корела) и Нотебурга (Ореховец) успехом не увенчалась, и русские войска отошли назад. Этот неудавшийся поход привёл к активным вооружённым выпадам православных карел против шведских властей, в результате чего многие деревни Кексгольмского лена и Ингрии снова превратились в пепелища, а жители их бежали в Россию.
В XVII веке шведская империя окончательно стала военным государством с огромной армией, которую редконаселённая метрополия была не в состоянии содержать. Такому государству требовались всё новые и новые войны, во время которых армия кормилась за счёт грабежа чужих территорий и контрибуций. Но в мирные периоды многочисленная армия разоряла экономику собственной страны. К началу XVIII века в Швеции сложилось крайне тяжёлое экономическое положение ещё и из-за длительного периода неурожайных лет, вызвавших жестокий голод в сельской местности, который выкашивал подчас целые деревни. Бедствие поразило сильнее всего Восточную Финляндию и Карелию. Положение было настолько тяжёлым, что кое-где даже возникали голодные бунты. Шведским войскам удалось подавить восстание, и его предводитель, крестьянин из Куркийоки Лаури Килаппа, был казнён в Кексгольме. Та же участь постигла и одного из его сподвижников.

### Северная война
Новая война против Швеции, начатая российским царём Петром 19 августа 1700 года, стала не только борьбой России за выход к Балтийскому морю, но и борьбой за место Великой державы в Северной Европе. Первые удары небольших соединений петровских войск испытали жители Карельского перешейка осенью 1701 года. Шведский город Нотебург (бывш. Орешек) пал в октябре 1702 года, а в мае 1703 года русскими войсками был взят ещё один шведский город — Ниеншанц. Тогда же приступили к закладке Петропавловской крепости на Яниссаари (Заячий остров).
Ранней весной того же года большой русский отряд совершил рейд на тылы шведских войск в Рауту (ныне Сосново) и Саккола (ныне Громово). У деревни Липола разгорелся бой между шведскими драгунами и русским отрядом, состоящим в основном из татарских лучников, передвигавшихся на лыжах. Ещё более мощная атака петровских войск повторилась летом 1703 года.
Осенью 1706 года большое русское войско численностью около 18 тысяч человек перешло Сестра-реку и двинулось к Выборгу. Численность Выборгского гарнизона была не более 1000 человек, осада длилась только 4 дня, затем внезапно обстрел прекратился, и русские войска ретировались. Вероятно, причиной этому было то, что тогда же Швеция заключила мир с Польшей, и Карл XII мог напасть на Россию с другого направления. Кроме того, в условиях осенней распутицы снабжение армии стало затруднительным, а действия сухопутных войск без поддержки флота оказались малоэффективными.
Второй поход на Выборг состоялся в марте 1710 года, когда русские войска под командованием Ф. М. Апраксина совершили ледовый поход от острова Котлин до стен Выборга. Как только сошёл лед, туда же прибыл русский флот, доставивший мощные орудия, с помощью которых осаждавшие расстреливали крепостные стены с 400 метров. Несмотря на то, что все атаки были отражены шведским гарнизоном, силы защитников полностью истощились, и 13 июня командование крепости капитулировало. Обещание Петра I предоставить гарнизону крепости свободу не было выполнено, все защитники цитадели вместе с семьями были взяты в плен и отправлены в Россию.
После взятия Выборга русскими войсками под командованием генерала Р. В. Брюса был осаждён ещё один шведский город — Кексгольм (Корела). 8 сентября 1710 года гарнизон Кексгольма капитулировал. Теперь русским войскам был открыт путь в центральные районы Финляндии.
Хотя Выборгский и Кексгольмский лены были уже захвачены петровскими войсками в начале второго десятилетия XVIII века, — война продолжалась. В мае 1713 года русский флот высадил десант у Гельсингфорса (Хельсинки), где шведская армия сдала свои позиции. Або (Турку) шведам также пришлось оставить. В 1714 году вся Финляндия оказалась захваченной русскими войсками. Позднее война перекинулась на территорию Швеции. Шведы пошли на заключение мира с Россией лишь тогда, когда петровские войска уже угрожали захватом Стокгольма.
Русские войска, размещённые в Финляндии, находились на положении оккупационной армии, и местное население вынуждено было подчиниться всем требованиям нового режима. Далеко не всегда эти требования и учреждённые новые порядки приходились по душе бывшим шведским подданным. В конце концов, началась партизанская война, причинившая значительный ущерб русским гарнизонам. Это вызвало ответные карательные меры против местного населения, укрывающего партизан и ещё более осложнило внутреннюю обстановку в стране.
В 1721 году Северная война закончилась Ништадтским миром. Новая граница России на Карельском перешейке была установлена северо-западнее Выборга. Она просуществовала сравнительно недолго — всего 22 года.
Присоединённая в ходе Северной войны к Российской империи Выборгская провинция управлялась вначале по старым шведским законам, даже шведский язык был сохранён как официальный, и прежнее административно-церковное деление на волости и приходы сохранялось без изменений. Многие волости или части волостей были переданы в качестве дарственных земель российским вельможам.

### Русско-шведские войны в XVIII — начале XIX вв.
Опираясь на поддержку Франции, Швеция объявила войну России в марте 1741 года, надеясь одержать реванш и вернуть Карельский перешеек вместе с Выборгом. Эта война вскоре закончилась очередным поражением Швеции и повторной оккупацией Финляндии русскими войсками. В итоге, в 1743 году по заключении мира в городе Або (Турку) новая т. н. Абоская граница установилась по реке Кюмийоки. Таким образом, Россия продвинула свои границы ещё глубже в Финляндию. Война 1741—1743 годов, именуется в Финляндии «Пикку-виха», что в переводе на русский означает «Малое лихолетье» (буквально «Малое зло»), что выражает кратковременность события по сравнению с предыдущей войной.
Новой попыткой Швеции вернуть утраченные финляндские земли стала война 1788—1790 годов, начатая против России Густавом III. Обе воюющие стороны, как шведская, так и русская, понесли в этой войне ощутимые потери, но изменения существовавших границ не произошло. Однако тяготы войны вызвали волнения в рядах шведской армии, приведшие к заговору против командования. Часть офицеров, среди которых было много и уроженцев Финляндии, сознавая, что бесконечные войны с Россией кроме разбоя, грабежа, насилия и нищеты ничего не приносят народу, обратились с тайным посланием к императрице Екатерине II, в котором содержалось предложение к прекращению войны и тонкий намёк на возможность отделения Финляндии от Швеции. На это предложение был дан весьма уклончивый ответ. Вскоре так называемый Аньяльский заговор был раскрыт, зачинщики арестованы и наказаны, кроме тех, кому удалось перебежать на русскую сторону.
Интересы мировой политики оказали решительное влияние на дальнейший ход русско-шведских отношений. В 1805 году Швеция присоединилась к Третьей коалиции, выступившей против Наполеона. Стремление Наполеона изолировать Англию с помощью континентальной блокады от союзников, в числе которых была и Швеция, выразилось в соглашении между французским и русским императорами, подписанном в Тильзите в 1807 году. В некотором смысле Финляндия оказалась приманкой для России, предложенной Александру I Наполеоном.
Война, начавшаяся в 1808 году, с первых же боевых операций сложилась не в пользу шведов. Русским войскам сравнительно легко удалось занять всю Южную Финляндию и даже Аландские острова и Готланд. Затем без боя капитулировала крепость Свеаборг. К 1809 году Финляндия была вновь полностью оккупирована русскими войсками. Дальнейшие военные действия происходили уже на шведской территории. В то же время в оккупированной Финляндии начался рост народного сопротивления. Отряды финских партизан-кивекэсов нападали на русские обозы, прерывая снабжение армейских частей. Положению русских войск в Финляндии грозила серьёзная опасность. Внешнеполитическая обстановка также осложнилась. Александр I был вынужден пойти на компромиссное решение финляндского вопроса. В марте 1809 года русский император созвал сейм в городе Борго, на котором была подписана «Великая хартия». Русский самодержец гарантировал стране признание её конституции и религии, после чего все сословия Финляндии приняли присягу на верность Великому Князю Финляндскому.
По выражению министра Александра I М. М. Сперанского, Финляндия сделалась не областью русского государства, а отдельным государством под верховной властью России. Государственно-правовые отношения между Россией и Финляндией базировались на персональной унии, которая не была равноправной: Финляндия управлялась на основании собственных, а не русских законов.
17 сентября 1809 года Швеции пришлось идти на заключение мира с Россией, что и было скреплено договором во Фридрихсгамне (Хамина). Государственная граница между Великим Княжеством Финляндским и Российской Империей сохранялась тогда по реке Кюмени (финск. Кюмийоки), а между Швецией и Россией устанавливалась по Ботническому заливу. При этом Аландский архипелаг, населённый исключительно шведами, отходил к Великому Княжеству. Через три года граница Российской Империи отодвигается к реке Сестра в связи с передачей Выборгской губернии в состав Великого Княжества. Таким образом, Карельский перешеек по воле императора Александра I вновь оказался в составе Финляндии, которая сохранила прежний государственно-правовой строй, отвечающий духу и взглядам её населения. Этот строй она унаследовала от шведского королевства, также как и политические права, предоставленные ей ещё в 1362 году. Титул Великого княжества Финляндия получила в конце XVI века по воле короля Швеции Юхана III, который, став Великим князем Финляндским, поднял свой престиж до уровня Ивана Грозного, а заодно и отблагодарил финнов за военные победы и присоединение Кексгольмского лена. Но длительное шведское господство оказало и негативное влияние на развитие Финляндии, на культуру её народа в целом. Вплоть до 1863 года в Финляндии сохранялся приоритет шведского языка, на котором предпочитала говорить вся финская аристократия.

### Появление железнодорожного сообщения
В 1870 году на Карельском перешейке вступила в строй железная дорога, связавшая Выборг с Санкт-Петербургом. Российское правительство было весьма заинтересовано в строительстве этой магистрали, поскольку предполагалось, что она ещё больше привяжет Финляндию к Российской империи. Строительные и эксплуатационные работы на Финляндской железной дороге, включая и участок, расположенный на российской стороне от Санкт-Петербурга до Белоострова, осуществляло финляндское государство. Россия же внесла значительные денежные средства на её строительство. В 1868—1870 годах на прокладке магистрали было занято 11900 финских рабочих. В те годы в Финляндии был сильный голод, и со всех концов страны на Карельский перешеек стекалось множество народа в поисках работы и хлеба. Даже разгоревшаяся страшная эпидемия брюшного тифа, унёсшая тысячи жизней, не привела к дефициту рабочей силы. Финны, строившие эту дорогу, в большинстве своём впоследствии обосновались на жительство в посёлках, возникавших вблизи новых станций. На эксплуатации Финляндской железной дороги было занято около 1500 финнов, которые составляли основной процент работающих, вплоть до паровозных бригад. Вся железнодорожная инфраструктура, в том числе и здания вокзалов, создавалась по проектам финских инженеров и архитекторов. Большую известность получил финский архитектор Бруно Гранхольм, построивший вокзалы в Терийоки (ныне Зеленогорск) и в Раяйоки (ныне не существует). В этих великолепных зданиях запечатлелся стиль национального романтизма в сочетании с карельскими мотивами.
Железнодорожное сообщение привело к быстрому росту новых дачных поселений, что вскоре превратилось в настоящую экспансию Карельского перешейка петербуржцами. В таких поселениях коренные жители оказались в численном меньшинстве, занятом в основном на обслуживании богатых господ. Продавать свою землю стало гораздо выгоднее, чем работать на ней. Вначале крестьяне старались продавать непригодные к возделыванию территории — песчаные вересковые поляны, на которых строились роскошные резные дачи, напоминающие дворцы королей. Вокруг них разбивались прекрасные парки с фонтанами и скульптурами в романтическом стиле. Состоятельные хозяева не жалели денег на высокохудожественное декоративное убранство своих дачных резиденций, где подчас проводили не только свободное время, но и жили там постоянно. Одним из первых заметил и по достоинству оценил красоты прибрежной местности житель Санкт-Петербурга, статский советник Рафаэль фон Гартман, который построил в Терийоки (ныне Зеленогорск) свою роскошную дачу — виллу Алиса. Особенной изысканностью отличались великолепные русские дачи, такие как «Замок Арфа» Г. В. Барановского в Келломяки (ныне Комарово), дача Сахарова в Терийоки, усадьба Орлова в Тюрисевя (ныне Ушково). Весьма скромными жилищами казались в сравнении с ними дома местных карельских крестьян, ютившиеся неподалёку. Постепенно приграничные земли Финляндии настолько русифицировались, что финны, приезжавшие сюда из центральных районов страны, часто не могли понять своих сородичей без дополнительных разъяснений, — так много русских слов успело войти в диалект местных жителей. Повсеместно стали появляться новые православные церкви, число которых вскоре превысило количество финских лютеранских храмов, особенно в волостях Уусикиркко, Терийоки и Кивеннапа. Для приезжего населения открывались русские школы, даже преимущественным правом при покупке земель на Карельском перешейке стали пользоваться российские подданные.

### Карельский перешеек в первой половине XX века
В 1911 году российский Совет министров неожиданно объявил о своём решении отделить от автономной Финляндии две её пограничные волости — Кивеннапу и Уусикиркко, чтобы передать их в состав Санкт-Петербургской губернии. Это сообщение немедленно вызвало бурную волну протестов со стороны коренного населения, национальное сознание которого до той поры ещё находилось в полной отрешённости от всего происходящего. На митингах протеста были собраны десятки тысяч подписей под Адресом, впоследствии направленном в Сенат для представления русскому самодержцу. Со стороны российских властей на это обращение народа Финляндии никакой реакции не последовало, однако действительной передачи земли не состоялось из-за начавшейся вскоре первой мировой войны. В августе 1914 года многие петербуржцы стали покидать свои дачи из-за опасности возможной высадки немецкого десанта на побережье Финского залива. Начался период запустения так называемого Териокского Курорта. В надлежащем порядке содержались лишь те дачи, в которых российские хозяева оставались жить постоянно. В конце 1917 года Финляндия обрела независимость, но отстояла это право уже в ходе гражданской войны 1918 года. После этого граница с Советской Россией была полностью закрыта, а оставшиеся бесхозными многие русские дачи со временем перешли в собственность финляндского государства. Многие здания продавались на аукционах, разбирались и перевозились в центральные районы Финляндии, что уберегло их от полного уничтожения в период военного лихолетья и послевоенного освоения.
Одни русские семьи предпочли остаться в своих финских имениях и не вернулись в советскую Россию, другие, наоборот, всяческими способами бежали из красного Петрограда в белую Финляндию через Карельский перешеек. Разрыв с родиной переживался тяжело. В условиях вынужденной эмиграции их жизнь протекала нелегко из-за нехватки средств к существованию. Большинство русских школ закрылось, и связь с русской культурой была ограничена. Тем не менее, в среде русской эмиграции возникали белогвардейские организации, ставившие целью борьбу с большевизмом. Через границу переправлялась запрещённая в Советской России литература, засылались разведчики и диверсанты. В Выборге и Терийоки печаталась литература на русском языке, распространявшаяся в эмигрантских кругах.
Но перестраиваться на новый лад пришлось не только русским эмигрантам. Местные крестьяне также оказались в иных условиях, нежели раньше. Ведь с закрытием границы с Россией полностью прервалась связь с Петроградом и отпала необходимость в обслуживании питерских дачников. Целые отрасли экономики оказались ненужными в новых условиях. Но экономический упадок довольно быстро сменился ускорением темпов развития. Пахотные площади стали расширять за счёт лесных угодий. Началась мелиорация болот. Так, с 1920 по 1937 год в волости Кивеннапа площадь обрабатываемых полей увеличилась примерно на 2000 га, что составило 52 % прироста от первоначального объёма сельхозугодий. Почва и климат здесь весьма подходили для возделывания зерновых культур, особенно пшеницы, а также картофеля. Среднеплодородные, легкообрабатываемые почвы, обильные осадки, тёплое лето и долгая осень выгодно отличало эту местность от других районов Южной Карелии. Уход за животными в хозяйствах значительно улучшился, много внимания уделялось вопросам селекции. В 1937 году было основано животноводческое инспекционное общество, оказавшее большую помощь сельским труженикам. Волость Кивеннапа занимала ведущие позиции в свиноводстве, уступая первенство лишь знаменитой свиноводческой волости Саккола (ныне Громово), известной во всей Финляндии. Продукция сельского хозяйства, в особенности мясомолочная, отправлялась теперь целиком и полностью только в направлении Центральной Финляндии.
Местное население из приграничных деревень первое время активно промышляло контрабандой, поэтому в дополнение к таможенному персоналу на финляндской стороне Карельского перешейка была учреждена таможенная полицейская служба под названием «Пограничная стража Перешейка». В 1936 году она стала постоянно действующей и взяла на себя все таможенные функции. Пограничная стража рассредоточилась вдоль всей границы, проживая в приграничных деревнях и активно участвуя в деревенской жизни. Силами погранзастав часто проводились спортивные состязания, особенно по лыжным гонкам и стрельбе. Физической подготовке, и в первую очередь выносливости, финны придавали особое значение. Спортивные молодёжные общества существовали почти в каждой деревне Карельского перешейка. Их объединяли центральные союзы спортивных обществ волостей. В Кивеннапе, например, было спортивное общество «Укко», в Уусикиркко — «Тэрявя», основанное ещё в 1902 году, в Терийоки — несколько спортивных обществ, которые неоднократно меняли свои названия. Для обучения молодых девушек домоводству повсеместно создавались отделения женского общества «Мартта». А в 1917 году в Терийоки возникло отделение Союза женщин Финляндии. Эти организации стремились с помощью курсов, лекций, выставок и прочих методов воспитать умелых хозяек и вырастить из молодого поколения работящих, активных людей. В Финляндии и, разумеется, на Карельском перешейке имелись также и скаутские организации, начавшие свою деятельность уже в 1910—1911 годах. Русская скаутская организация продолжала свою деятельность под руководством А. А. Колокольцевой до 1923 года на базе 7-летней гимназии в Перкъярви (ныне ст. Кирилловское), позднее она была перебазирована в Каннельярви.
После разгрома весной 1918 года красного мятежа независимая Финляндия попала на некоторое время в сферу влияния Германии. В стране ещё находилась немецкая дивизия фон дер Гольца, солдаты которой помогали строить финнам первые укрепления на Карельском перешейке, а при штабах финской армии находились немецкие военные советники. Королём Финляндии был избран принц Ф. К. Гогенцоллерн, но поражение кайзеровской Германии в мировой войне положило конец германофильским настроениям, и из неудавшейся монархии Финляндия вскоре сделалась республикой.
Лидеры республиканцев ориентировались в своих политических пристрастиях на страны Антанты и в особенности на Англию. Уже в 1919 году системой оборонительных укреплений на Карельском перешейке в деревне Тайпале начинают заниматься французские военные инженеры-фортификаторы. Укреплению своих южных границ Финляндия придавала первостепенное значение. К 1924 году вдоль Вуоксинской системы и южнее Выборга возвели несколько десятков каменно-бетонных огневых точек. Эта оборонительная полоса носила название «линия Энкеля».
Постепенно экономическая зависимость Финляндии от Англии и Франции начинает преобладать. Это находит отражение и в политике. Прогерманские настроения становятся ещё менее популярными с приходом к власти Гитлера.
Предчувствуя приближение мировой катастрофы, способной затянуть европейские государства в свою орбиту, финский Сейм в 1935 году принимает Декрет о постоянном нейтралитете скандинавской ориентации, согласно которому Финляндия не имеет права входить ни в какие военно-политические блоки и не может предоставлять свою территорию в интересах других государств.
После заключения Юрьевского (Тартуского) мира между Советской Россией и Финляндией постепенно стали складываться нормальные торгово-экономические отношения. В политике также началось некоторое потепление. В 1932 году был заключён пакт о ненападении, продлённый в 1934 году ещё на 10 лет. Срок его действия истёк бы лишь в 1945 году, однако этот документ был денонсирован советским правительством 28 ноября 1939 года.

### Советско-финляндская война (1939—1940)
После заключения пакта Молотова — Риббентропа 23 августа 1939 года Финляндия и прибалтийские страны вошли в зону влияния Советского Союза. В течение полутора лет Советский Союз настойчиво пытался решить проблему безопасности своих северо-западных границ путём серии переговоров. Однако, после заключения сделки с Гитлером требования Сталина к Финляндии значительно возросли. Финны готовы были идти на уступки[какие?], но не в той мере, как это себе представляло советское руководство. После неудачи на дипломатическом фронте оно переходит к более радикальным действиям. К этому времени уже был подготовлен разработанный командующим войсками ЛенВО К. А. Мерецковым план «контрудара по Финляндии». 26 ноября 1939 года на погранзаставе в деревне Майнила, расположенной на Карельском перешейке, произошла стрельба в непосредственной близости от государственной границы; военнослужащие РККА потеряли несколько человек ранеными и убитыми. На Западе считается, что произошла намеренная советская провокация. Отечественная историография до сих пор не получила однозначного ответа, какая сторона была виновником выстрелов. Советская сторона предъявила обвинения в адрес правительства Финляндии. Обмен нотами выглядел скорее ненужной формальностью, за которой последовал внезапный переход границы Финляндии советскими войсками. Необъявленная советско-финская война началась ранним утром 30 ноября 1939 года.
В течение первых дней войны финская армия отступала, избегая крупных столкновений, используя тактику изматывания противника серией контрударов силами мелких подразделений. Но уже через неделю финны организовали решительное сопротивление на участке Тайпале (ныне Соловьёво), а затем и на участке Сумма западнее ст. Лейпясуо. Начались упорные кровопролитные бои с превосходящими по численности и по технике силами Красной Армии. Сталинское командование бросало всё новые и новые части на прорыв укреплённой полосы финской обороны, не считаясь ни с какими потерями. С середины января ударили сильные морозы, к которым не были подготовлены красноармейцы, попавшие в суровый северный край в большинстве своём из южных областей СССР. Линия фронта на Карельском перешейке получила тогда название «Линия Маннергейма», поскольку именно на ней финнам удалось сдерживать советские войска в течение 2 месяцев.
Война с «белофиннами» велась и на политическом фронте. Сформированное в Москве задолго до начала войны марионеточное прокоммунистическое правительство так называемой «Финляндской Демократической Республики» под руководством секретаря Коминтерна Отто Куусинена на второй день боевой операции прибыло в занятый Красной Армией приграничный посёлок Териоки, провозглашённый в честь такого знаменательного события городом. Там разместились и подразделения финского корпуса, укомплектованного из россиян карельского и финского происхождения. В начале войны это воинство находилось в тылу, готовясь к параду в Хельсинки, где им предстояло, по замыслу сталинского руководства, пронести Красное Знамя победы. Когда стало очевидно, что из этого ничего не выйдет, то «Финскую Народную Армию» также отправили на передовую.
Териокское правительство Куусинена сыграло негативную роль в истории советско-финляндских отношений. Благодаря его существованию Сталин отклонял все попытки законного финского правительства остановить войну в самом её начале и продолжить переговоры на иных условиях. Впрочем, Молотов зашёл ещё дальше, заявив на весь мир, что Советский Союз вообще «не ведёт войны с Финляндией и не угрожает ей войной», в то самое время, когда советские авиабомбы падали на головы мирных жителей финских городов. В результате действия Советского Союза квалифицировались мировой общественностью как агрессивные, и он был исключён из Лиги Наций. Лишь у гитлеровского руководства нацистской Германии действия СССР не вызывали ни малейшего негодования, а, наоборот, всем немецким дипломатическим миссиям немедленно поступила телеграмма статс-секретаря Вейцзекера с установкой: «В наших беседах, касающихся финско-русского конфликта, пожалуйста, избегайте антирусского тона». Там же было отмечено, что «…Финляндия <…> никогда не защищала германские интересы». Германия, объявив себя нейтральной страной в этой войне, оставила свои симпатии на стороне Советского Союза до последующего перелома в отношениях.
Ценой значительных усилий, к середине февраля 1940 года Красной Армии удалось прорвать линию Маннергейма на участке Сумма—Хотинен. Тяжёлые бои завязались и на подступах к Выборгу, войти в который советские части смогли лишь после окончания военных действий 13 марта 1940 года. Финляндии пришлось пойти на тяжёлые условия мира, в результате которого она потеряла десятую часть территорий, но и Сталин, ввиду угрозы вступления в войну стран англо-французского блока, был вынужден отказаться от первоначальных планов оккупации всей Финляндии. Новая граница теперь устанавливалась гораздо северо-западнее линии фронта на 13 марта, и Финляндии потребовалось спешно эвакуировать все гражданское население из северной части Карельского перешейка и Ладожской Карелии.
В 1940 году в состав Ленинградской области вошла только южная часть бывших финляндских территорий Карельского перешейка от р. Сестры до озёр Вуоксинской системы. Земли, лежащие севернее, вместе с г. Вийпури (Выборг) и г. Кякисальми (ныне Приозерск) вошли тогда в состав вновь образованной «двенадцатой республики» Советского Союза — Карело-Финской ССР. Северо-западная граница Ленинградской области совпадала, таким образом, с той самой линией, по которой кремлёвское руководство установило прежде границу куусиненской Финляндской Демократической Республики, просуществовавшей лишь на бумаге в течение двух месяцев.
Отошедшие к Ленинградской области территории Финляндии (10 волостей) были поделены на три административных района областного подчинения — Раутовский, Койвистовский и Каннельярвский с городом Териоки. Началось первое освоение так называемых «новых районов» согласно правительственным указам и постановлениям. Одно из них предписывало ликвидацию мелких крестьянских хозяйств, именуемых хуторами. Крестьянские дома из небольших деревень перевозились в более крупные селения, где организовывались сельские и поселковые Советы. Это уплотняло существующую там застройку, изменяло традиционный облик карельских деревень. Ещё более значительным изменениям подверглась прежняя система землепользования, так как все мелкие частные поля обобществили и перемежевали по-новому, нарушив при этом прежнюю систему финской мелиорации, что приводило к переувлажнению почв и гибели посевов.
Новые перемены носили и ярко выраженный идеологический оттенок. Уцелевшие церкви, как лютеранские, так и православные, в зависимости от степени их сохранности превратились в лучшем случае в клубы и кинотеатры, иногда в склады, мастерские или коровники. Старые кладбища, независимо от того, были ли они финскими, шведскими, немецкими или русскими, постепенно стирались с лица земли, а надгробия большей частью перелицовывались и устанавливались на новые могилы. Но праздновать победу было ещё рано. В июле—августе 1941 года советским переселенцам пришлось уходить за Сестру-реку, при этом многие из них оказались в кольце ленинградской блокады.
В планы Сталина не входило останавливаться на достигнутом в отношении Финляндии, тем более, что обстановка в мире продолжала неуклонно меняться. Советскому Союзу приходилось считаться с мнением германского правительства, поскольку договорные обязательства по-прежнему соблюдались. В связи с этим в ноябре 1940 года Молотов посетил Берлин и имел личную беседу с Гитлером, целью которой было получение карт-бланш на «окончательное решение финляндского вопроса». Однако Гитлера не устраивала перспектива новой войны на Балтике, где ситуация для Германии сложилась весьма благоприятно. Поэтому он всячески уходил от ответа, переключаясь на другие темы. В итоге договориться с Гитлером у Молотова не получилось. Но содержание этой секретной беседы немцы в нужный момент донесли до сведения финского правительства. Председатель парламента Вяйньё Хаккила (финск. Väinö Hakkila) объявил депутатам, что цель Москвы на берлинских переговорах заключалась в сведении счетов с Финляндией. И эта информация стала решающей для принятия решения в пользу военного сотрудничества с Германией. Фактически оно началось даже ранее 22 июня 1941 года.

### Советско-финская война (1941—1944)
Утром 25 июня 1941 года советская авиация нанесла серию «упреждающих» ударов по аэродромам и городам Финляндии. Вечером того же дня финский парламент констатировал, что страна оказалась в состоянии войны с Советским Союзом. Однако активные военные действия финские войска предприняли лишь в середине июля. Потерпев сокрушительное поражение, оказавшиеся в окружении части 23-й армии без боя оставили заминированный Выборг и начали эвакуацию в Кронштадт морским путём. 31 августа 1941 года финские войска достигли старой границы Финляндии на Карельском перешейке. Хотя в тот же день главнокомандующий финской армии маршал К. Г. Маннергейм отдал приказ о переходе линии старой границы и дальнейшем продвижении до рубежа главной оборонительной полосы Карельского укрепрайона (Белоостров—Охта—Нижние Никулясы), солдаты восприняли его команду без воодушевления. Участились случаи дезертирства, а 149 военнослужащих из II-й пехотной дивизии вообще заявили о своём отказе переходить линию старой границы. К ним присоединились и 92 человека из 50-го пехотного полка. Но, несмотря на некоторое снижение боевого духа, финские войска продвинулись до 15 км за линию старой границы, остановившись перед мощными укреплениями основной линии КаУРа, захватив при этом лишь несколько ДОТов передовой линии.
К 6 сентября 1941 года линия фронта на Карельском перешейке в целом стабилизировалась, и вплоть до лета 1944 года активных боевых действий на этом участке не велось. Начиная с осени 1941 года, на освобождённые финские территории стали возвращаться бывшие жители. К лету 1942 года их вернулось 174 500 человек, хотя заявок было подано 120 584. Они успели восстановить значительную часть разрушенного войнами хозяйства, но в июне 1944 года им пришлось вторично оставить свои земли и отправиться в последнее изгнание.
Внезапное и мощное наступление советских войск на Карельском перешейке, начавшееся с ураганной артподготовки 9 июня 1944 года, заставило измотанные продолжительной войной финские части начать отступление. Стремительное продвижение 21-й армии замедлилось лишь на рубеже недостроенной финской оборонительной линии «ВТ» (Ваммелсуу—Тайпале), которую в советских источниках иногда называют «Карельский вал». Прорыв был осуществлён в районе деревни Куутерселькя (ныне Лебяжье), и после трёх суток упорных боёв финские войска были вынуждены оставить этот рубеж обороны. В дальнейшем продвижение советских войск на западном фланге уже не встречало серьёзных препятствий. 20 июня 1944 года Выборг был сдан. После этой потери финнам удалось организовать сопротивление наступающим. Советские части, форсировав 9 июля Вуоксу и, предприняв несколько безуспешных попыток расширить занятый ими плацдарм, перешли к обороне.
Потерпев военное поражение в Советской Карелии и Заполярье, Финляндия вышла из войны, подписав 19 сентября 1944 года перемирие с Советским Союзом. Вопрос об отторгнутых территориях финляндской Карелии и Лапландии некоторое время служил препятствием для заключения мирного договора между СССР и Финляндией, но в результате ряда внутриполитических перемен он разрешился 10 февраля 1947 года подписанием этого документа на Парижской мирной конференции. А 6 апреля 1948 года в Москве состоялось подписание ещё одного исторического документа — Договора о дружбе, сотрудничестве и взаимной помощи между СССР и Финляндской Республикой. После всего этого Финляндия официально лишилась права в дальнейшем ставить вопрос перед Советским Союзом о возвращении утраченных земель.

### Послевоенный период
Второй этап советского переселения начался осенью 1944 года. Вслед за частями действующей армии на Карельский перешеек прибыли тыловые подразделения. Затем многие ленинградские предприятия начали размещать на завоёванных территориях свои подсобные хозяйства.
В марте—апреле 1945 года последовала новая волна переселения колхозников и демобилизованных из рядов Красной армии на Карельский перешеек. Прибывающие новосёлы становились членами вновь образованных сельхозартелей, которые затем превращались в колхозы и совхозы. В тот период организацией переселения занималось специальное Переселенческое управление при СовМине РСФСР, в ведении которого находились все вопросы по распределению прибывающих на жительство и обеспечению их всем необходимым. Для вербовки демобилизованных и колхозников в воинские части и в районы Вологодской, Кировской, Ярославской, Владимирской и Калининской областей были командированы уполномоченные из числа ответственных работников советского аппарата и Обкома ВКП(б). Выходцы из этих областей и составили основу населения второй волны переселенцев на Карельский перешеек.
Частично возвратились и «пионеры» первой волны 1940 года. Характер освоения завоёванных территорий мало чем отличался от предыдущего этапа. Однако теперь территории, присоединённые к Ленинградской области, оказались значительно обширнее прежних за счёт передачи ей в 1944 году городов Выборга и Кексгольма с районами из состава Карело-Финской ССР. Таким образом, на новых территориях появилось 6 районов областного подчинения и один городского: Выборгский, Яскинский, Кексгольмский, Раутовский, Каннельярвский (позднее Райволовский), Койвистовский и город Териоки. В 1950-х годах последовала череда реорганизаций: укрупнение сельсоветов, ликвидация мелких деревень (т. н. хуторов), индустриализация сельского хозяйства — словом, происходило всё то же самое, что и в других регионах Советского Союза. Популярный в известные времена лозунг «Сотрём грань между городом и деревней» был успешно осуществлён за счёт уничтожения самой же деревни. Грань, таким образом, действительно была ликвидирована, а цель достигнута. Деревни исчезли и вымерли. Вместо них появились поселения городского типа, концентрирующиеся вокруг крупных промышленных или сельскохозяйственных предприятий, где используется труд наёмных рабочих.
После полного захвата Карельского перешейка в основном продолжали использоваться финноязычные топонимы. В 1948—1949 годах бывшие финские территории, переданные в состав РСФСР, по указу Президиума Верховного Совета республики были подвергнуты тотальной топонимической стерилизации, которую правильнее было бы называть советификацией, чем русификацией, хотя бы потому, что из обращения вместе с карело-финскими топонимами исчезли даже некоторые чисто русские названия местности. Замена финской топонимики на советскую проходила исключительно в пределах Выборгского и Приозерского районов Ленинградской области. Напротив, в Карело—Финской ССР сохранились тогда почти все прежние названия, несмотря на то, что процесс заселения русскими выходцами территорий Приладожской Карелии происходил таким же образом, что и на Карельском перешейке.
Нынешнее состояние Карельского перешейка в некоторой мере можно сравнивать с тем, что происходило на нём в начале прошлого века. Значительные пространства лесных и сельскохозяйственных угодий теперь осваиваются под дачную застройку. С другой стороны, следы времени, запечатлённые в архитектурном облике старых русских дач и финских домов, стираются год от года по мере того, как исчезают сами их владельцы.

### Этническая история
Карельский перешеек обитаем с доисторических времён. Участки суши, освободившиеся от ледника, были заселены человеком ещё в эпоху мезолита, то есть около VIII тысяч лет до н. э. Об этом свидетельствуют многочисленные археологические находки, обнаруженные в местах стоянок первобытного человека. Найденная в деревне Корпилахти (в районе современного Каменногорска) в 1914 году рыболовецкая сеть, возраст которой около 10 000 лет, относится к самым древним в мире орудиям труда. Главным промыслом первобытного населения являлось рыболовство и охота.
Древнейшим населением Карельского перешейка, равно как и вообще всей Восточно-Европейской равнины, были люди, говорившие на языках, которые являлись связующим звеном между енисейскими языками с одной стороны, и абхазо-адыгскими языками и хаттским языком с другой стороны. О чём свидетельствуют, например, слова в саамском языке, которые не имеют уральской этимологии, но могут быть интерпретированы при помощи енисейских, абхазо-адыгских языков, а также при помощи хаттского языка. Говорить о каком-либо финно-угорском населении на Карельском перешейке, равно как и на Восточно-Европейской равнине, можно не ранее времени распада прауральского языка, и, соответственно, исхода отдельных уральских племен с территории уральской прародины. По современным представлениям, это событие имело место в 3-м тысячелетии до н. э. На территории Карельского перешейка задолго до появления финно-угров существовали поселения с ямочно-гребенчатой керамикой. Например, поселение Хепоярви, которое датируется 4480 ± 80 до н. э. — 2020 ± 70 до н. э. (5314 cal — 2342 cal до н. э.) или, например, стоянка Проточное IV, ранние слои которой относятся к 8 тысячелетию до н. э. Финно-угорское население появляется на Карельском перешейке достаточно поздно, уже в самом конце неолита (не ранее 2 тысячелетия до н. э.). И первыми финно-уграми, скорее всего, были прямые предки современных саамов (протосаамы).
С появлением финно-угорского населения определённо связана деградация традиций ямочно-гребенчатой керамики: керамика позднейшего неолита становится низкого качества и почти без орнамента.
Вероятно, протосаамы имели регулярные контакты с неолитическим населением, и часть неолитического населения была ассимилирована саамами, о чём свидетельствует субстратная лексика, не имеющая уральской этимологии.
К середине 1 тысячелетия н. э. на Карельском перешейке расселяются другие финно-угорские племена (предки современных карелов и финнов), которые оттесняют саамов на более северные территории, в те места, где саамы живут и в настоящее время.
К VIII веку н. э. земли, расположенные к югу от берегов Невы и Ладоги, стали заселять восточные славяне — псковские кривичи и ильменьские словене. Проникновение славян на Карельский перешеек было связано с торговлей (Путь из Варяг в Греки) и с военными походами новгородцев. Влияние славян на финские племена проявилось и в том, что последние начали переходить к земледелию и, как следствие, к оседлому образу жизни.
Первое письменное упоминание о древних карелах содержится в Новгородской летописи старшего извода под 1143—1144 годами: «В лето 6651… В то же лето ходиша Корела на Емь, и отбежаша 2 лоиву бити» сообщает о неудачном походе Корелы на финское племя Емь и о потере двух парусных судов, которые назывались лойвами.
До середины XIII века можно говорить о Кореле как о союзнике новгородцев в совместных военных акциях против западных соседей. Однако после завоевательного похода 1277—1278 годов князя Дмитрия Александровича Корельские земли стали частью территории новгородского государства. Однако западная часть Карельского перешейка находилась в пределах Древней Руси лишь 15 лет.
Последний Крестовый поход шведов привёл к разделению Корельских земель. Ореховецкая граница 1323 года пролегла через Карельский перешеек в меридиональном направлении так, что западная часть его вместе с Выборгом оставалась под шведским господством, а восточная с крепостью Корела — сохранялась за новгородцами. С тех давних времен оказался разделённым надвое и сам карельский народ, а культура его вплоть до середины XVI века продолжала формироваться под влиянием с одной стороны западноевропейского католицизма, с другой же стороны — восточнославянского православия.
В середине XVI века в Швеции произошла реформация церкви, что повлекло за собой гонения на католиков, позднее распространившиеся и на православных жителей завоеванных шведами территорий. К концу века многие из них были вынуждены бежать в пределы русских земель. После заключения Столбовского мира 1617 года поток беженцев усилился. Военные действия, налоговое бремя и религиозный гнёт вкупе привели к тому, что большая часть православных карел перебралась из Корельского уезда к востоку от Столбовской границы, а также в Тверские земли, образовав там субэтническую группу Тверские карелы.
Хотя согласно заключённому Столбовскому договору шведские власти должны были соблюдать определённые гарантии прав православного населения, которому надлежало оставаться на завоеванных шведами территориях, но фактически они не выполнялись. Сохранив формально православные погосты, шведская администрация параллельно начала внедрять в них лютеранские общины, развитию которых активно содействовала. В Стокгольме даже была открыта типография, которая печатала книги специально для русскоязычного населения вновь приобретённых территорий. Лишённая поддержки православная церковь оказалась в крайне стеснённом положении. Православное население края, среди которого были карелы, ижора и русские, начало постепенно тайком отходить из занятых шведами земель в Россию, главным образом в Бежитскую и Деревскую пятины, а также в Беломорскую Карелию и к Онежскому озеру. Всего же в XVII веке из Ингерманландии и Приладожской Карелии ушло более 30 тысяч человек. Из них значительную часть составляли жители Кексгольмского лена.
В противоположность этому, Выборгский лен, лютеранизированный ранее, избежал подобных миграций. По мере того, как Ингрия теряла своих прежних жителей, переселявшихся за пределы империи, шведские власти делали попытки заполнить образующийся вакуум. Для этого ими были приглашены немецкие колонисты, но немцев прибыло слишком мало, и тогда шведы начали переселять в Ингрию своих подданных из восточных районов Финляндии (Саво) и из западной части Карельского перешейка (Эврепя).
Эти народности и положили начало новому этническому образованию, — ингерманландцам или, точнее, ингерманландским финнам. После заключения Столбовского мира с Россией Швеция продолжала ещё вести войну с Польшей, а вслед за тем участвовала в Тридцатилетней войне в Европе. Все это истощало экономику страны и тяжким бременем ложилось на плечи подданных. К тому же положение усугубилось обрушившимся голодом, свирепствующим на протяжении десятилетий, а также многократными эпидемиями чумы. Жители Карельского перешейка и Ингерманландии испытывали те же тяготы и лишения, что и остальные подданные шведской короны, с той лишь разницей, что чаще оказывались в зоне военных действий. Так произошло в 1656—1661 годах (Ливонская война) и в 1700—1710 годах, а именно во время Великой Северной войны.
В Финляндии Северная война больше известна как «Великое лихолетье» или в буквальном переводе — «Великое зло». Этим подчёркивается не только длительный период оккупации Финляндии русскими войсками, но и в особенности характера военных действий. Известны факты геноцида по отношению к местному населению, широко практиковалось работорговля. «Войска под командованием Б. П. Шереметьева выжигали не только сёла, деревни, мельницы и мызы. Тактика выжженной земли предполагала уничтожение лесов, что лишало мирное население какой-либо возможности отстроиться или хотя бы согреть свои хижины в зимние холода, — впоследствии от этого жестоко страдали сами оккупанты».
За восемь военных лет жители Карельского перешейка претерпели тяжёлые невзгоды. Все мужское население воевало на стороне шведской армии, а, следовательно, оказалось по большей части либо в числе убитых, либо в числе пленных.
Тех, кто не мог служить в русском войске, но был способен выполнять физическую работу, отправляли на строительство фортификационных сооружений и Санкт-Петербурга. Там же работали и пленные. Невские болотистые берега стали их безымянными могилами. В некоторых деревнях оставалось редкое население, состоявшее главным образом из беспомощных стариков и малолетних детей. Небольшая часть крестьян укрывалась в лесах в специально сделанных заранее ямах и землянках. Традиция строить укрытия на случай войны в глухих местах укоренилась у карел с незапамятных времен и, вероятно, часто спасала их от полного уничтожения. На основании этих данных можно сделать вывод, что среди выживших осталась лишь малая доля тех, чьи рода укоренились в Карелии в средние века. Тем не менее, народная традиция не угасла, поскольку в скором времени из соседних районов Финляндии на опустошённые войною места прибыли на жительство представители других карельских родов лютеранского вероисповедания. Таким образом, к большой этнической группе лютеран-эвремейсов, к которой относилось коренное население западной части Карельского перешейка, прибавилась группа лютеран-савакот — переселенцев из губернии Саво, что находится в восточной части современной Финляндии. В Выборге проживали также шведы и немцы. Состав населения южной части Карельского перешейка изменился в меньшей степени. Там, кроме лютеран-ингерманландцев, проживало также небольшое количество православных ижор.
С этого времени край начали активно осваивать и русские, что происходило в основном за счёт расквартированных в городах воинских подразделений, духовенства, чиновников, помещиков и переселённых крепостных русских крестьян, появление которых на Карельском перешейке было связано с практикой донационного землевладения. В качестве награды за ратную службу русская военная аристократия получала крупные наделы на завоёванных территориях, так называемые дарственные (или донационные, от лат. donatio — «дарение, приношение в дар») земли. Положение проживавших на донационных землях местных крестьян поначалу было вполне сносным. Владелец поместья имел право взимать с них только определённые налоги, часть из которых он удерживал в свою пользу, а остальное перечислял в казну. Личные права крестьян, унаследованные ими со шведских времен, оставались неприкосновенными. Несмотря на то, что новым властям надлежало соблюдать принципы прежнего шведского законодательства и общественного устройства, со временем порядки ужесточились. Крепостное право, столь обычное для русской глубинки, постепенно начало распространяться и на бывших шведских подданных. Вначале это выражалось в нарушениях при составлении дарственных документов, следствием чего были постоянные судебные тяжбы и натянутые отношения между владельцами поместий и крестьянами донационных (пожалованных) земель.
Подобное состояние дел способствовало лишь дальнейшему ухудшению положения крестьян на Карельском перешейке и усилению их зависимости от помещиков. Владельцы донационных земель были в основном высокопоставленными, знатными лицами, владевшими большими поместьями и в других районах России. Ведение дел в новых имениях они поручали управляющим и в большинстве случаев довольствовались только общим наблюдением за их работой. Управляющие — фогты — были выходцами из России; они не особенно считались с положениями шведской правовой системы, определявшей жизнь местных крестьян до завоевания этих территорий Петром I, поскольку эта система была им чуждой и малопонятной. Отныне всем крестьянам вменялось в обязанность либо платить оброк, либо работать на барщине: помещик имел полное право заменить по своему усмотрению все крестьянские оброки барщиной. Поскольку последняя мера окончательно закабаляла работника, то она и использовалась практически повсеместно. Рабочий день начинался с восходом солнца и заканчивался с его закатом. Привыкшие к европейским свободам крестьяне Карельского перешейка, бывшие шведские подданные, восприняли эти новшества без радости и старались, как могли, оказывать пассивное сопротивление всякому притеснению со стороны помещиков, которым в таких ситуациях приходилось применять и физические наказания. Почти в каждой деревне были специальные места для проведения экзекуций. Обычно они выполнялись при помощи кнута или ивовых прутьев, смоченных в солёной воде. Подобные «воспитательные» меры обычно оставляли на теле у жертвы тяжёлые увечья на всю жизнь, а иногда заканчивались летальным исходом. Память о тех далеких временах нашла своё отражение и в топонимике. На Карельском перешейке известны места, называвшиеся раньше Орьянмяки — Холм раба. По-видимому, когда-то там находились столбы, к которым привязывали провинившихся. Крестьяне Карельского Перешейка пытались сопротивляться крепостническим порядкам, обращаясь к суду, но это во всех случаях приводило к противоположным результатам. Из этой борьбы помещик всегда выходил победителем. В его пользу у крестьян частенько изымались лучшие пахотные земли, на которых этим же крестьянам приходилось отрабатывать барщину. Помимо прочего в обязанность крестьян входило содержание на постое русских солдат. Хотя официально крестьяне были освобождены от кормления этих постояльцев, им приходилось делать это довольно часто. Правда, через 20 лет в областях Южной Саво и Кюмийоки (что находятся ныне на территории Финляндии), которые отошли к России после 1743 года, были построены казармы и русские войска переместились туда.
Во многих местах и лесные угодья стали недоступными для местных жителей, поскольку древесину в них можно было заготавливать только с разрешения хозяина. Самовольная рубка приравнивалась к воровству и сурово каралась. Огромные лесные массивы принадлежали Сестрорецкому оружейному заводу, и охрану их осуществляли казачьи патрули. Одно из предписаний руководства завода даже запрещало крестьянам покидать территории, подчинённые заводу, без особого на то разрешения. Таким образом, русское крепостничество в значительной мере оказало негативное влияние на жителей бывшей шведской Карелии.
Коренной перелом в жизни обитателей Карельского перешейка произошёл в связи с окончанием последней русско-шведской войны 1808—1809 годов Финляндия была присоединена к Российской империи на правах Великого княжества. А в конце 1811 года Указом Александра I Выборгская губерния, в составе которой находился и Карельский перешеек, воссоединяется с автономным Великим княжеством Финляндским. Это событие принесло некоторое облегчение положению местных крестьян, хотя и не дало им полной свободы. И все же безраздельному господству российских помещиков на Карельском перешейке пришёл конец.
Новое положение в первую очередь не устроило правление Сестрорецкого оружейного завода, который лишился не только даровой рабочей силы, но и главных лесных угодий волости Кивеннапа — Линтуловских лесов, что породило в умах российских хозяев идею отделения волости Кивеннапа от автономной Финляндии и присоединения её к Санкт-Петербургской губернии. Против этого немедленно выступили все жители волости, направив в столицу делегацию с прошением оставить волость в составе Финляндии. Решения по этому вопросу российское правительство принять не успело, потому что в 1825 году скончался Александр I, и дело отошло на задний план.
Уже через год новый российский монарх Николай I издал манифест, по которому все донационные земли были объявлены собственностью русских господ. Коренные жители получили возможность в 10-летний срок заключить со своими хозяевами договоры аренды, либо покинуть эти земли навсегда. После такого решения вопрос об отделении Кивеннапы был снят.
Когда в 1812 году Карельский перешеек воссоединился с остальной Финляндией, тогдашний выборгский губернатор Карл фон Шернваль высказал идею о выкупе донационных земель у русских владельцев, с тем чтобы потом финские крестьяне смогли постепенно выкупить их уже у финского государства. В то время среди русских помещиков имелись желающие продать свои земли, к такому решению склонялся и император Александр I.
Но у автономной Финляндии тогда не нашлось на это достаточно денежных средств. В 1863 году финляндский сейм принял решение взять ссуду в миллион марок для выкупа донационных земель, но окончательно оно вступило в силу лишь в 1867 году. Государство предоставило возможность финским крестьянам выкупать эти земли в собственность в течение 39 лет. Средства, выплаченные русским владельцам, получившим в своё время эти земли даром, были весьма обременительны для экономики Финляндии. Выплаты крестьян за принадлежавшую им прежде и отбираемую затем от них кусок за куском землю, привели к упадку сельского хозяйства на Карельском перешейке. Экономическое развитие региона во второй половине XIX века находилось почти на том уровне, что и в предыдущем столетии. Животнововодство было на столь низком уровне, что «едва ли можно говорить о нём как об отрасли сельского хозяйства» — высказался тогда Шернваль о животноводстве всей Выборгской губернии по состоянию на первую половину XIX века. Ресурсы молочного хозяйства оставляли желать лучшего: коровы содержались в маленьких и тёмных коровниках, не получая надлежащего ухода; молоко очищали процеживанием через можжевеловые ветки. Гораздо лучше содержали лошадей. Зимой их кормили сеном, в то время как коровам давали лиственный силос и четверть сена. Траву косили на естественных лугах, на корм скоту шёл и озёрный тростник. Поголовье скота, и без того немногочисленное, постоянно уменьшали лесные хищники; ведь отстрел зверя, как и самовольная рубка деревьев, был повсеместно запрещён. Волки и медведи чувствовали себя в полной безопасности, забираясь порой даже в коровники. Между тем в 1840-х годах добычей лесных хищников стало так много детей, что сам генерал-губернатор был вынужден вмешаться и организовать в волости Кивеннапа травлю волков с помощью роты литовских стрелков. За каждого убитого зверя учредили вознаграждение, и постепенно хищники стали исчезать (Ibid. 25-26).
Близость столицы российской империи позволяла жителям Карельского перешейка вести активную торговлю с городом производимыми на селе продуктами: молоко, мясо, скот, ягоды, предметы кустарного производства — все это пользовалось большим спросом у петербуржцев. Широко используемые фрахтовые перевозки давали работу многим местным возницам. В тяжёлые времена неурожая крестьяне Карельского перешейка имели возможность закупать зерно в Санкт-Петербурге и не испытывать голода, с которым были хорошо знакомы крестьяне более отдалённых уездов. Многие финские крестьяне уходили на заработки в Санкт-Петербург и часто обосновывались там на постоянное жительство. Однако после октябрьских событий 1917 года многие из них возвратились обратно в родные места.
Появление железнодорожного сообщения между Санкт-Петербургом и Выборгом явилось мощным фактором, превратившим Карельский перешеек в дачную зону для многих слоев петербургского общества. Жители столицы получили прекрасную возможность в считанные часы добираться из душного центра города на обдуваемые свежим морским воздухом песчаные пляжи Финского залива. C конца XIX века здесь стали появляться первые виллы российских дипломатов и высокопоставленных государственных деятелей. Более дешёвые участки стали застраивать своими дачами и горожане среднего достатка. Дачники победнее предпочитали пользоваться услугами местного населения, охотно сдававших в наем свои дома на летний период. Нередко самим хозяевам приходилось жить в это время в банях, сараях или времянках, предоставляя лучшие условия проживания своим летним гостям. Сдача помещений быстро приобрела характер особого промысла для местного населения. Богатым русским домовладельцам требовался обслуживающий персонал — повара, прачки, мастеровые, горничные, дворники. Местные жители приграничных деревень постепенно стали отвыкать от тяжёлого крестьянского труда и переходить на более лёгкие хлеба, занимаясь обслуживанием русских господ из Санкт-Петербурга. Особенно крупный доход по тому времени приносили извозчичьи перевозки петербургских дачников от железнодорожных станций к их летним жилищам и обратно. Целые кавалькады пролёток и тарантасов постоянно дежурили у станций, поджидая пассажиров с прибывающих поездов. Процессия извозчиков, следовавшая от станции со своими седоками, порой растягивалась на несколько километров по дорогам, ведущим к побережью. Пассажирские перевозки по железной дороге от Санкт-Петербурга до Териоки и обратно уже в те времена обслуживало 20 пар поездов. Только в дачах посёлка Териоки проживало в начале века более 5000 петербуржцев, которые каждое утро ехали в столицу на работу, а вечером возвращались обратно.
Следующий перелом в этническом составе населения Карельского перешейка наступил в связи с обретением Финляндией независимости 31 декабря 1917 года. В ходе вспыхнувшей в январе 1918 года гражданской войны часть русского населения покинула Карельский перешеек, часть погибла в боях и в результате белого террора, часть выехала из Финляндии в другие европейские страны. Но этот отток с лихвой компенсировался тысячами беженцев из красного Петрограда. В 1921 году к ним добавилось пополнение из мятежного Кронштадта. Далеко не все из них осели на Карельском перешейке, где найти работу было значительно труднее, чем в промышленно развитых районах Финляндии. Русская диаспора на Карельском перешейке значительно сократилась по сравнению с дореволюционным периодом, но сохранила свою культуру, ментальность и язык.
Разрыв с Россией тяжело переживало и местное финское население приграничных деревень. Лёгкие деньги перестали течь в руки, им пришлось снова заняться тяжёлым сельскохозяйственным трудом. Для многих эта ломка оказалась чрезвычайно болезненной, некоторые продолжали надеяться, что вернутся прежние времена. Однако вместо прежних времен через 21 год наступили новые.
30 ноября началась советско-финляндская война. Двумя месяцами ранее предусмотрительное финское правительство провело мероприятия по добровольной эвакуации жителей приграничных территорий. Но далеко не все решили бросить своё хозяйство. Многие остались на прежних местах. И только когда гул канонады стал приближаться к деревням, по дорогам потянулись вереницы беженцев. Советские войска захватывали совершенно безлюдные деревни, в которых крайне редко можно было встретить единичных представителей местного населения или бывших русских эмигрантов. Всего таких лиц на оккупированной территории Карельского перешейка оказалось 107. Общая же численность эвакуированных только с Карельского перешейка составляла 295900 человек. Эвакуация со стороны финляндских властей не являлась насильственной мерой. В противном случае она уберегла бы более двух тысяч попавших в плен жителей Ладожской и Северной Карелии от советских спецпоселений. Граждане Финляндии ещё хорошо помнили то время, когда их страна находилась в составе Российской империи, а с большевистским режимом они успели познакомиться в 1918 году. Поэтому охотников искушать судьбу было среди них крайне мало.
Поскольку все коренное население Карельского перешейка полностью эвакуировалось в другие районы Финляндии, перед советскими властями встала задача заселения Карельского перешейка советскими гражданами. С этой целью был создан Переселенческий отдел при Совете Министров СССР, в функции которого входила вербовка желающих переселиться на бывшие финские территории. Чтобы повысить заинтересованность в переезде на новые места для переселенцев-добровольцев были созданы особые льготные условия, по которым каждая переселяемая семья имела право безвозмездного получения денежного пособия, дома с приусадебным участком, домашнего скота и прочего. Однако сельские жители вначале весьма неохотно поддавались уговорам на перемену места проживания. План по переселению колхозных семей был почти полностью провален.
Несколько удачней сложилась ситуация с рабочими кадрами: их командировали на работы по восстановлению Выборга и Кексгольма. Некоторые «оседали» на новых местах. К 1 января 1941 года в «новые районы» Карельского перешейка было переселено 144 300 человек. Семьям предоставляли добротные финские дома, в которых сохранились домашняя утварь и имущество. В каждом хозяйстве имелись многочисленные постройки — амбары, конюшни, коровники, бани, сараи — так что строиться новоселам необходимости не было. Вне районов боевых действий после ухода финского населения оставались совершенно неразорённые деревни. Оставившие их жители надеялись, что вскоре смогут вернуться, и поэтому забирали с собой лишь самое необходимое из того, что были в состоянии вывезти. Их надежды действительно осуществились, поскольку к осени 1941 года финские войска заняли все отторгнутые территории, причем с большим запасом. Но после ухода советских переселенцев и частей Красной Армии с Карельского перешейка возвратившиеся граждане Финляндии обнаружили там преимущественно одни руины. Два с половиной года было отпущено историей на то, чтобы восстановить разрушенное войной хозяйство. Однако, и на этот раз труды были напрасны. Генеральное наступление советских войск на Выборгском направлении, начатое 9 июня 1944 года, вынудило финскую армию отойти за Выборг и Вуоксу. Гражданское население обратилось в бегство тем же образом, как это произошло зимой 1939 года. А с лета 1944 года на полностью опустевшем Карельском перешейке вновь появились советские переселенцы, но на этот раз уже второй волны. Национальный состав этого нового населения был чрезвычайно пёстрым, среди них можно найти выходцев со всех уголков СССР. Волны русских переселенцев продолжали набегать и позднее, хотя уже в более размытом виде. Из них сформировала современный этнический облик края.
Результатом последних двух войн 1939—1940 и 1941—1944 годов явилось полное исчезновение этнических карел с центральной и северной частей Карельского перешейка. Южная часть Карельского перешейка поэтапно лишалась большинства своих жителей финского и карельского происхождения ещё до начала советско-финляндской войны. Так, в 1930-х годах началась очистка десятикилометровой полосы, тянущейся вдоль государственной границы, от так называемого «кулацкого элемента». Истинные причины этого акта обнаруживаются из выступления Жданова на заседании Ленинградского обкома партии 2 апреля 1936 года: «Я докладывал товарищу Сталину относительно наших соображений по поводу переселения с Карельского перешейка. Он выразил недовольство, что мероприятия, намечающиеся на этот год, не обеспечивают переселения 20000 человек. Он заявил, что надо поставить задачу как политическое и военное дело. Установка товарища Сталина заключается в том, чтобы до войны очистить Карельский перешеек, чтобы он не мешал в период эвакуации и развертывания военных действий. Товарищ Сталин считает, что в два года должно быть закончено переселение с Карельского перешейка и требует быстрой организации этого дела». Оставшееся ингерманландское население Ленинграда и области было вывезено для естественного истребления в заполярные тундры уже в период начавшейся блокады. В период хрущевской оттепели в рамках проходившей тогда реабилитации народов ингерманландские финны получили право возвратиться на свои родные места. Однако места эти в большинстве своём были уже заняты. Тем не менее, частично им удалось расселиться на тех землях, где когда-то проживали их далекие предки.
- Северная Ингрия на карте РСФСР 1919-1920 гг.
- Карельский перешеек. Карта боевых действий. Декабрь 1939 г.
- Развалины финского дома на берегу озера Нахимовское (пос.Овсяное)

## Население
Население Карельского перешейка на сегодняшний день составляет чуть более 3 млн жителей. Из них примерно 2,3 млн проживают в Санкт Петербурге и чуть менее 600 тысяч в Ленобласти. Население растёт исключительно за счёт миграции, так как смертность значительно превышает рождаемость, но миграционная привлекательность Санкт Петербурга и прилегающих районов Ленобласти весьма высока. Таким образом, на Карельском перешейке проживает около 40 % населения Санкт Петербурга и около 30 % населения Ленобласти.
В таблице указаны муниципалитеты двух субъектов РФ, между которыми делится Карельский перешеек.
| Название района                      | Численность района в тысячах жителей | Год  |
| ------------------------------------ | ------------------------------------ | ---- |
| Выборгский район ЛО                  | 198                                  | 2020 |
| Приозерский район                    | 62,5                                 | 2015 |
| Всеволожский район                   | 438                                  | 2020 |
| Курортный район СПБ                  | 79                                   | 2020 |
| Приморский район СПБ                 | 573                                  | 2020 |
| Выборгский район СПБ                 | 522                                  | 2020 |
| Калининский район СПБ                | 530                                  | 2020 |
| Красногвардейский район СПБ          | 356                                  | 2020 |
| Правобережные округа Невского района | 353                                  | 2020 |

## Природа

### Рельеф
Карельский перешеек лежит на стыке Балтийского кристаллического щита и Русской равнины, граница между которыми проходит по линии Приморск — Приозерск. Это определяет неоднородность геологического строения перешейка и большое разнообразие ландшафтов. В северной части Карельский перешеек отличается выходом на поверхность древних горных пород: гранита, гнейса, диабаза, кристаллических сланцев.
Здесь особенно заметны следы деятельности ледника. На отполированных скалах встречаются длинные штрихи и борозды, по которым можно судить о направлении движения ледника. О ледниковом периоде Карельский перешеек напоминает также обломками горных пород — валунами, рассеянными по всему району. Особенно много валунов в северной и центральной частях перешейка.
Большей частью Карельский перешеек представляет собой ряд холмов и гряд, вытянутых с северо-запада на юго-восток и разделённых ледниковыми долинами, как правило занятыми озёрами. Встречаются группы округлых холмов, называемых камовыми, и вытянутые формы рельефа — озы. Холмы, образовавшиеся в послеледниковый период, сложены из осадочных пород, накопившихся на дне древних ледниковых озёр; гряды сложенные часто грубым, плохо сортированным материалом имеют флювиогляциальное происхождение — материал откладывался в русле рек, протекающих в леднике.

### Гидрография
Карельский перешеек отличается холмистым рельефом местности, близким залеганием к поверхности кристаллических пород, обилием глубоких впадин и котловин в сочетании с избыточной увлажнённостью территории, что способствовало образованию множества озёр. На территории Карельского перешейка насчитывается около 700 озёр с общей акваторией 710 км². Озёра Карельского перешейка относятся к двум бассейнам — Ладожского озера и Финского залива. В Ладожское озеро впадает самая крупная река перешейка — Вуокса. В её системе расположены и наиболее крупные озёра региона, а также множество крупных и средних озёр. Реки, стекающие в Финский залив, невелики, а озёра по площади значительно уступают озёрам системы Вуоксы. Карельский перешеек отличается большим количеством озёр, своим возникновением обязанным леднику. Узкие, вытянутые озёра, как правило, ориентированные с северо-запада на юго-восток, расположены в трещинах и разломах, существовавших ещё в доледниковый период. Ледник, при своём движении, углублял эти разломы, одновременно сглаживая края и дно. У этих озёр обычно высокие крутые берега и значительные глубины. Островов, за редким исключением, нет. У кромки таявшего ледника, там, где остались груды песка, гальки, гравия, валунов в виде вытянутых моренных холмов, образовались неглубокие озёра сложных очертаний со множеством заливов, бухт и островов. Среди песчаных камовых холмов разбросаны озёра, образовавшиеся в своё время из ледовых глыб, оставшихся после отступления ледника. Эти озёра имеют округлую или овальную форму, высокие крутые берега и, как правило, значительные глубины.
Ложе озёр выложено илистыми отложениями. В мелководных озёрах илы часто торфянистого происхождения. Береговая линия большинства озёр образована песчаными отложениями редко с примесью гальки и камней. Почвы Карельского перешейка в основном супесчаные, среднеподзолистые и подзолисто-болотные, что обуславливает низкую минерализацию озёрных вод. Характерной особенностью воды озёр перешейка является высокое содержание соединений железа. Для ряда озёр Карельского перешейка характерно накопление железа в донных осадках и связанное с этим рудообразование. Обилие болот обуславливает высокую степень гумификации воды озёр. Гуминовые соединения окрашивают озёрную воду в буровато-жёлтый цвет. При уменьшении значения болот в питании озёр их гумификация снижается и вода приобретает голубоватый и нередко зеленоватый оттенок.

### Флора и фауна
Большая часть территории Карельского перешейка занята лесом. В северо-западной и западной частях перешейка преобладает ель обыкновенная, на востоке и центральных районах — сосна обыкновенная. Широко распространены и мелколиственные породы — берёза бородавчатая, берёза пушистая, ольха серая (реже ольха чёрная), осина, составляющие примесь в хвойных насаждениях или образующие вторичные леса, реже — первичные, например, ольха чёрная во влажных местах; в прибрежной полосе Финского залива и ряде других районов в составе лесов можно изредка встретить дикорастущие широколиственные деревья — преимущественно клён остролистный, липу сердцевидную и дуб черешчатый, а также широколиственный кустарник — орешник (лещину обыкновенную). Ещё реже встречаются вяз шершавый, вяз гладкий и ясень обыкновенный. Леса Карельского перешейка богаты разнообразными животными. Встречаются медведи, лисицы, рыси, хорьки, зайцы, белки, а в средней части — волки. В последние десятилетия стали в значительных количествах появляться кабаны и их численность растёт год от года. В лесах встречаются рябчики, тетерева, а близ болот — глухари, кулики, дикие утки и гуси. В озёрах больше 50 видов и разновидностей рыб, причем видовое разнообразие больше в озёрах бассейна Ладожского озера, чем Финского залива. Наиболее распространены в озёрах — окунь, плотва, щука, ёрш и лещ. В некоторых озёрах Карельского перешейка встречаются: налим, уклея, язь, краснопёрка, карась; совсем редко — сиг, хариус, ряпушка, пелядь. При этом, чем крупнее озеро, тем разнообразнее видовой состав.

### Экология
Естественная природа Карельского перешейка в настоящее время значительно изменена хозяйственной деятельностью, хотя по соотношению площади лесов и сельхозугодий регион можно считать слабо освоенным. Леса до сих пор составляют около 60 % площади перешейка. Большая часть сельхозугодий на Карельском перешейке приходится на озёрные побережья, оказывая загрязняющее влияние на озёра. Усугубляет и без того непростую ситуацию коттеджная застройка берегов озёр и рек; большое количество туристов, оставляющих за собой тонны мусора; отсутствие в стране государственной лесной охраны. Тем не менее на территории Карельского перешейка существует 35 особо охраняемых природных территорий:
- ООПТ Сельгового ландшафта
  - Заказник «Карельский лес»
  - Памятник природы «Анисимовские озёра»
  - Памятник природы «Озеро Ястребиное»
  - Заказник «Кузнечное»
  - Заказник «Озеро Вуокса»
  - Заказник «Приграничный»
  - Заказник «Выборгский»
  - Памятник природы «Остров Густой»
  - Памятник природы «Мюллюсаари»
- ООПТ Привуоксинской низины
  - Заказник «Низовское болото»
  - Заказник «Раковые озёра»
  - Памятник природы «Озеро Красное»
  - Заказник «Гряда Вярямянселькя»
- ООПТ Центральной возвышенности
  - Заказник «Долина реки Смородинка»
  - Заказник «Ореховский»
  - Заказник «Линдуловская роща»
  - Заказник «Болото Озёрное»
  - Заказник «Термоловский»
  - Памятник природы «Пухтолова гора»
  - Заказник «Болото Ламминсуо»
  - Памятник природы «Осиновая роща»
- ООПТ Приморской низменности
  - Заказник «Берёзовые острова»
  - Памятник природы «Река Величка»
  - Памятник природы «Приморский берег»
  - Заказник «Гладышевский»
  - Памятник природы «Комаровский берег»
  - Заказник «Сестрорецкий Разлив»
  - Заказник «Плавни Лисьего Носа»
  - Заказник «Левашовский лес»
  - Заказник «Юнтоловский»
  - Памятник природы «Ольгинские валуны»
- ООПТ Юго-Западного Приладожья
  - Заказник «Морье»
  - Заказник «Кокоревский»
- ООПТ Приневской низменности
  - Заказник «Приневский»
  - Памятник природы «Колтушские высоты»

## Туризм
Уникальная природа Карельского перешейка стала причиной интенсивного развития на его территории самодеятельного и рекреационного туризма. Здесь проходят соревнования по водному слалому, ночному и дневному ориентированию, скалолазанью, проводятся туристские слёты, велогонки и марафоны кросс-кантри. Для туристов-водников привлекательна водная система Вуоксы (в частности, Лосевские пороги, река Бурная, система сообщающихся озёр), любители пешеходного туризма любят постоянно изменяющиеся пересечённые ландшафты, альпинисты тренируются на Малых и Больших скалах. Зимой особой популярностью пользуются горнолыжные курорты, такие как Пухтолова гора в Курортном районе под Зеленогорском; Юкки-Парк в посёлке Юкки, Охта-Парк в деревне Сярьги, Северный Склон в посёлке Токсово, Орлиная гора в посёлке Кавголово Всеволожского района; Игора недалеко от посёлка Сосново Приозерского района; Красное Озеро, Золотая Долина и Снежный в посёлке Коробицыно Выборгского района.

### Сообщение
Ввиду близости расположения к Финляндии и Санкт-Петербургу транспортная сеть Карельского перешейка развита очень хорошо. На КП расположены участки пяти линий Петербургского метрополитена (Участок Площадь Ленина — Девяткино, Чёрная Речка — Парнас, Старая Деревня-Комендантский Проспект, Новочеркасская-Улица Дыбенко, станция Беговая), а также множество маршрутов Пассажиравтотранса и Горэлектротранса.

#### По суше
Железные дороги Карельского перешейка имеют достаточно густую сеть, что обусловлено его географическим положением. Линии обслуживаются Санкт-Петербургским отделением Октябрьской железной дороги. По территории перешейка проходят следующие железнодорожные линии:
- Санкт-Петербург-Финляндский — Бусловская (Выборгское направление)
  - Каннельярви — Семиозерье (подъездной путь на песчаный карьер)[71]
  - Ланская — Сестрорецк — Белоостров (Сестрорецкое направление)
  - Зеленогорск — Приморск — Выборг (Приморское направление, до 2008 года линия с юга начиналась на ст. Ушково)
    - Попово — Высоцк

  - Выборг — Вещево (участок Вещево — Житково закрыт в 2000 году, участок Житково — Мичуринское после войны так и не был восстановлен)
  - Выборг — Хийтола
    - Каменногорск — Светогорск
- Санкт-Петербург-Финляндский — Кушелевка — Хийтола (Приозерское направление)
  - Орехово — Стеклянный (подъездной путь нефтебазы ООО «Лукойл-Северо-Западнефтепродукт»)
  - Кузнечное — Гранит-Кузнечное (подъездной путь к карьерам предприятия «Гранит-Кузнечное»)
- Пискарёвка — Невская Дубровка (Ириновское направление)
  - Мельничный Ручей — Ладожское Озеро
- Ладожский вокзал — Горы (Волховстроевское направление)
- Лосево — Каменногорск

По всем железнодорожным линиям, кроме линий Попово — Высоцк (пассажирское движение закрыто 10 мая 2004 года), Выборг — Вещево (пассажирское движение закрыто 1 апреля 2009 года) и подъездных путей, осуществляются пригородные пассажирские перевозки, а по Выборгскому и Приозерскому направлению осуществляются также дальние пассажирские перевозки.
Железная дорога играет важнейшую роль в транспортном сообщении районов Карельского перешейка с Санкт-Петербургом. Пригородные перевозки осуществляет Северо-Западная пригородная пассажирская компания. В летние сезоны пригородные поезда перевозят на садовые участки и места отдыха более 60 тысяч пассажиров ежедневно. Финляндский вокзал — один из крупнейших в стране по объёмам пригородных перевозок.
В связи с организацией скоростного движения поездов между Санкт-Петербургом и Хельсинки было принято решение вынести всё грузовое движение с Выборгского направления на Приозерское. Для осуществления этой задачи построена новой электрифицированная железнодорожная линия Лосево — Каменногорск, которая позволила осуществлять грузовое движение напрямую в Финляндию через Светогорск и в порты Финского залива, минуя скоростное Выборгское направление. Скоростное движение осуществляется электропоездами Pendolino SM6 с декабря 2010 года.
Продолжается электрификация железных дорог: в 2004 году был электрифицирован участок Выборг — Пихтовая, в перспективе планируется провести электрификацию до Приморска.
Большинство автодорог Карельского перешейка представлено в таблице.
| Российский | Информация о трассе                                                        |
| ---------- | -------------------------------------------------------------------------- |
| А181       | Санкт-Петербург — Выборг — Торфяновка (граница с Финляндией)               |
| А120       | Серово — Васкелово — Кировск — Большая Ижора                               |
| А122       | Санкт-Петербург — Первомайское — Толоконниково                             |
| А123       | Белоостров — Зеленогорск — Приморск — Выборг                               |
| А124       | Выборг — Каменногорск (Каменногорск — Светогорск) — Мельниково — Приозерск |
| А125       | Серово — Каменка — Выборг                                                  |
| А126       | Красносельское — Зверево — Бородинское — Топольки                          |
| А127       | Лосево — Житково — Брусничное (граница с Финляндией)                       |
| А128       | Санкт-Петербург — Всеволожск — Морье                                       |
| А129       | Санкт-Петербург — Приозерск — Сортавала                                    |
| Р33        | Скотное — Запорожское — Соловьёво — Приладожское — Моторное — Приозерск    |
| Р34        | Серово — Рощино — Первомайское — Сосново — Пятиречье                       |
| Н52        | Выборг — Смирново                                                          |
| Н53        | Выборг — Лужайка                                                           |
| Н60        | Подгорье — Колосково                                                       |
| Н63        | Советский — Каменка — Лужки                                                |
| Н64        | Рощино — Цвелодубово                                                       |
| Н73        | Мяглово — Дубровка                                                         |
| Н76        | Санкт-Петербург — Островки                                                 |
| Н79        | Проба — Борисова Грива                                                     |
| Н89        | Елизаветинка — Чёрная речка                                                |
| Н91        | Токсово — пос. им. Свердлова                                               |
| Н93        | Мяглово — Островки                                                         |
| Н194       | Коммунары — Тракторное                                                     |
| Н196       | Плодовое — Заостровье                                                      |
| Н201       | Красноозёрное — Подгорье                                                   |
| Н202       | Приладожская — Кузнечное — Мельниково — Сапёрное                           |

#### По воде
Вся инфраструктура водного транспорта Карельского перешейка сосредоточена в Выборгском районе Ленинградской области. Это 3 морских порта и судоходный канал.
- порт Выборг
- порт Высоцк, в том числе распределительно-перевалочный комплекс «Лукойл-II»
- порт Приморск — лидирующий на Восточном побережье Балтики, на его долю приходится почти 82 % грузооборота
- Сайменский канал — обеспечивает выход в порты Высоцка, Выборга и Лаппеэнранты.

Общий грузооборот стивидорных компаний, осуществляющих деятельность в акваториях портов «Выборг», «Высоцк» и «Приморск» в 2008 году составил 92 миллиона 338 тыс. тонн, на долю наливных грузов (нефтепродуктов) пришлось 95,4 % от общего объёма перевалки.

### Достопримечательности
- город Выборг:
  - Выборгский замок
  - Анненские укрепления
  - Парк Монрепо
  - Рынок и рыночная площадь
  - Круглая башня
  - Часовая башня
  - Башня Ратуши
  - Библиотека Алвара Аалто
  - Гранитные пещеры[источник не указан 1985 дней]
- город Приозерск:
  - Крепость Корела
  - Кирха в Приозерске
- Озёра и реки:
  - Река Вуокса (знаменита Лосевскими порогами, а также порогами Гремучий шлюз и каскадом порогов на реке Бурной — южном рукаве реки Вуокса)
  - Озеро Вуокса (знаменито большими количествами островов и Малыми скалами)
  - Озеро Ястребиное (знаменито Большими скалами)
  - Озеро без названия в форме треугольника[74]
  - Озеро Ворошиловское (знаменито высокими скальными берегами)
- Памятники и мемориалы:
  - Комплекс мемориальных сооружений Дорога жизни
  - Мемориал «Лемболовская твердыня»
  - Памятники крестьянам донационных земель (Запорожское, Петровское)
  - Остатки Линии Маннергейма
  - Карельский укрепрайон
- Церкви, монастыри, музеи:
  - Военный музей Карельского перешейка
  - Музей карельского быта (посёлок Ильичёво)
  - Коневский Рождество-Богородичный монастырь на острове Коневец
  - Лютеранская кирха св. Марии Магдалины в Приморске
  - Кирха в Мельниково
  - Церковь святого апостола Андрея Первозванного на Вуоксе

## Фотогалерея
- Фотографии Карельского перешейка
- Коневский Рождество-Богородичный монастырь
- Лютеранская Кирха в Приозерске
- Крепость Корела, Приозерск
- Выборгский замок
- Круглая башня в Выборге
- Вид с Часовой башни
- Лютеранская Кирха в Приморске
- Кирха в Мельникове
- Церковь святого апостола Андрея Первозванного на Вуоксе
- Побережье Финского залива на Сестрорецком курорте
- Берег Ладожского озера недалеко от деревни Коккорево
- Белая ночь на Соколином озере
- Остров в Соколином озере
- Ястребиное озеро
- Лосевские пороги на реке Вуокса